# Madre London
Madre London (Little Rock, 27 gennaio 1996) è un giocatore di football americano statunitense che gioca nel ruolo di runningback per i Danube Dragons.
Dopo aver giocato per le squadre universitarie dei Michigan State Spartans e dei Tennessee Volunteers è rimasto senza contratto per tre anni (partecipando all'edizione 2020 della Spring League e all'edizione 2021 della Fan Controlled Football), per passare in seguito alla squadra professionistica tedesca dei Cologne Centurions. Dal 2022 al 2023 ha militato nei Pittsburgh Maulers della USFL, firmando in seguito con i Danube Dragons.